# Speonemadus algarvensis
Speonemadus algarvensis is een keversoort uit de familie van de truffelkevers (Leiodidae). De wetenschappelijke naam van de soort werd in 2017 gepubliceerd door Reboleira, Fresneda en Salgado.